# Jerzy Żuławski
Jerzy Żuławski (n. 14 iulie 1874 – d. 9 august 1915) a fost un scriitor polonez, filosof, traducător, alpinist și naționalist. Este cel mai bine cunoscut pentru Trylogia Księżycowa (Trilogia Lunară), trei romane științifico-fantastice scrise între 1901 și 1911.